# .td
A .td Csád internetes legfelső szintű tartomány kódja, melyet 1997-ben hoztak létre.